# Napoleone Salaghi
Napoleone Salaghi (Forlimpopoli, 23 settembre 1810 – Forlì, 17 novembre 1884) è stato un medico italiano.
Studiò medicina a Bologna dove si laureò nel 1832 ma, nel 1838 decise di abbandonare la scienza medica, dedicandosi ad altro. Fu uno dei precursori dell'omeopatia, noto per somministrare ai suoi pazienti medicinali in piccolissime dosi, per cui venne soprannominato "e dutor d'la garnela" ("il dottore dei granellini").

## Opere
- Napoleone Salaghi, Patologia Nuova sui ruderi dellʼantica, 1º, Forlì, Casali, 1859.
- Napoleone Salaghi, Patologia Nuova sui ruderi dellʼantica, 2º, Forlì, Casali, 1861.